# Kirkpatrick Fleming Parish Church

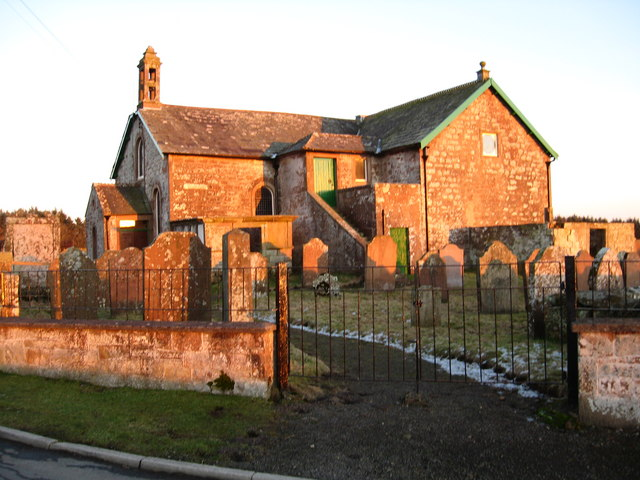
Kirkpatrick Fleming Parish Church

Die Kirkpatrick Fleming Parish Church ist ein Kirchengebäude der presbyterianischen Church of Scotland in der schottischen Ortschaft Kirkpatrick-Fleming in der Council Area Dumfries and Galloway. 1971 wurde das Bauwerk in die schottischen Denkmallisten in der Kategorie B aufgenommen. Die zugehörige Grabstätte der Grahams of Mossknowe ist hingegen als Denkmal der höchsten Denkmalkategorie A klassifiziert.

## Beschreibung
Die Kirkpatrick Fleming Parish Church liegt inmitten des zugehörigen Friedhofs am Südrand der Ortschaft nahe dem linken Ufer des Kirtle Waters. Sie wurde 1735 erbaut und im Laufe der Jahrhunderte mehrfach restauriert, erweitert und teilweise neuaufgebaut.
Das Gebäude weist einen T-förmigen Grundriss auf. Sein Mauerwerk besteht aus rotem Stein, der zu ungleichmäßigen Quadern behauen wurde. Auf dem Giebel oberhalb des Hauptportals an der Nordseite sitzt firstständig ein kleiner Dachreiter mit offenem Geläut. Tür- und Fensteröffnungen schließen meist mit rundbögigen Natursteineinfassungen. Im Gebäudeinnenwinkel führt eine Treppe zum Eingangsbereich der Galerie. Das Dach ist mit grauem Schiefer eingedeckt.

## Grabstätte der Grahams of Mossknowe
An der westlichen Giebelseite schließt sich die Grabstätte der Grahams of Mossknowe an. Das Renaissancebauwerk stammt aus dem 17. Jahrhundert, möglicherweise aus dem Jahre 1673. Es ist damit älter als die Kirche. Sein Mauerwerk besteht aus Steinquadern, die zu einem Schichtenmauerwerk verlegt wurden. Der Eingang an der Westseite ist profiliert eingefasst. Die Fassaden sind mit Gesimsen und Balustraden gestaltet, welche zwischen den Fialen an den Gebäudekanten verlaufen.
2008 wurde das Bauwerk in das Register für gefährdete denkmalgeschützte Bauwerke in Schottland aufgenommen. Zahlreiche Details sind verloren und im Innenraum breitet sich wilder Bewuchs aus. Eine der Mauern baucht aus. 2014 wurde der Zustand der Grabstätte als sehr schlecht bei gleichzeitig moderater Gefährdung eingestuft. Seit 2008 hat sich ihr Zustand nur geringfügig verschlechtert.